# D51형 498호 증기기관차
일본국유철도 D51형 증기 기관차(일본어: D51形蒸気機関車)는 일본국유철도(JNR) 이전의 철도성이 설계, 제조하여 단식2기통과 과열증기발생기를 탑재한 텐더식 증기기관차이다.

## 보존
1988년(쇼와 63년)엔 동일본여객철도(JR동일본)에서 498호기가 복적되어 D51형 498호기가 동태보존 되고있다. JR동일본의 498호기는 복적한 후 오리엔트 급행을 견인하여 부활하였다